# Bernhard Heine (Instrumentenmacher)
Bernhard Franz Heine (* 20. August 1800 in Schramberg (Schwarzwald); † 31. Juli 1846 in Glockenthal bei Thun/Schweiz) war ein deutscher Instrumentenmacher, Knochenspezialist bzw. Pionier der Orthopädie und Erfinder des Osteotoms, einer Präzisionsknochensäge. Er war zudem Hochschullehrer für Experimentalphysiologie in Würzburg.

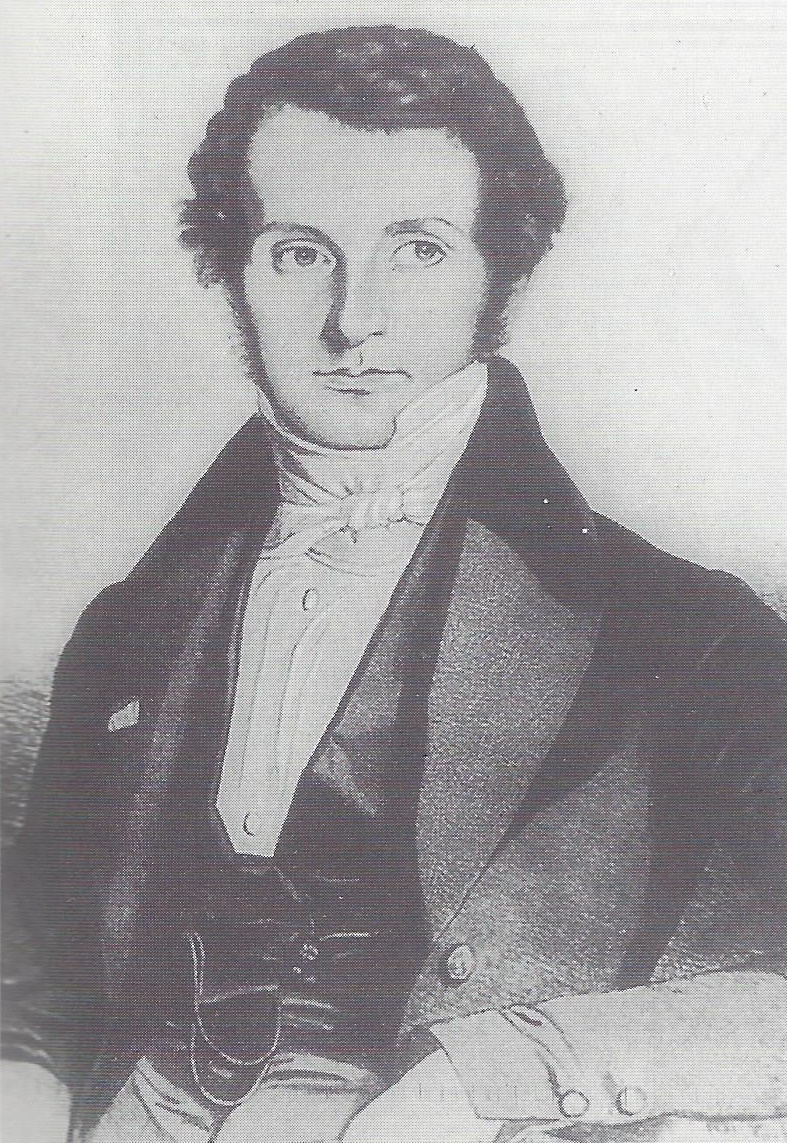
Bernhard Heine

## Herkunft
Bernhard Heines Eltern waren der Schramberger Weißgerber Franz Xaver Heine (1774–1858) und dessen Ehefrau Johanna Heine, geborene Kräutle (1777–1841). Sein Onkel war der Instrumentenmacher und Orthopäde Johann Georg Heine (1770–1838).

## Lehrjahre in Würzburg
Bereits mit zehn (nach anderen Quellen dreizehn) Jahren wurde er bei seinem am Juliusspital beschäftigten Onkel in Würzburg in die Lehre als Instrumentenmacher (mit dem Spezialgebiet Orthopädiemechanik) gegeben, in dessen Werkstatt er die Herstellung orthopädischer Geräte erlernte. Ohne Immatrikulation besuchte er später medizinische Vorlesungen an der Julius-Maximilians-Universität. Nach mehreren Reisen übernahm er 1822 eine eigene Abteilung am Karolinen-Institut, der orthopädischen Heilanstalt Johann Georg Heines, wurde 1824 Werkmeister und übernahm die kommissarische Leitung des Instituts als der Onkel 1829 nach Holland übersiedelte. 1835 wurde er dann alleiniger Institutsvorstand. In Würzburg gehörte er zu den Mitarbeitern des Chirurgen Cajetan von Textor. 1844 wurde er Extraordinarius für Experimentalphysiologie.

## Erfindung des Osteotoms

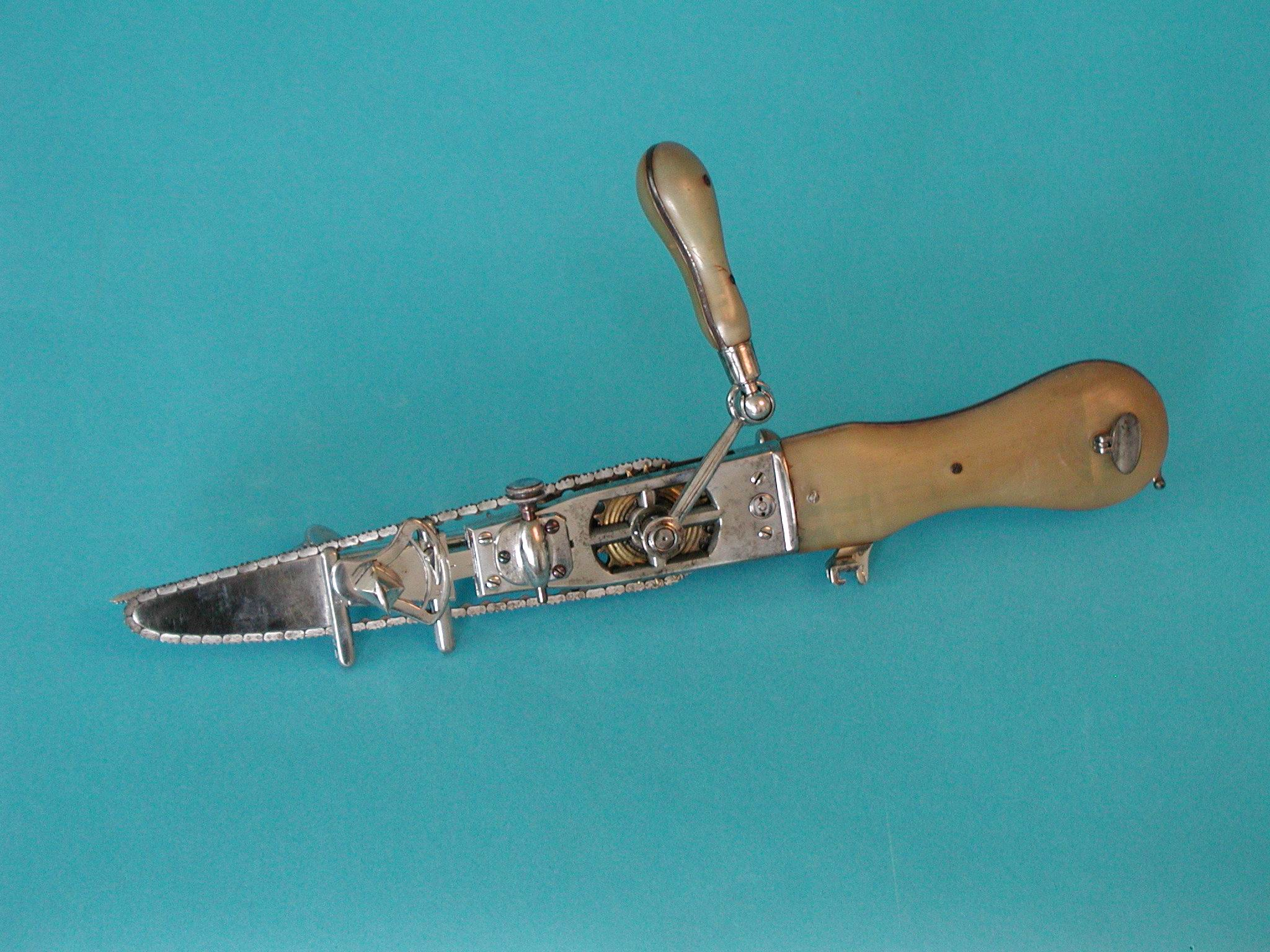
Bernhard Heines Osteotom (1830)

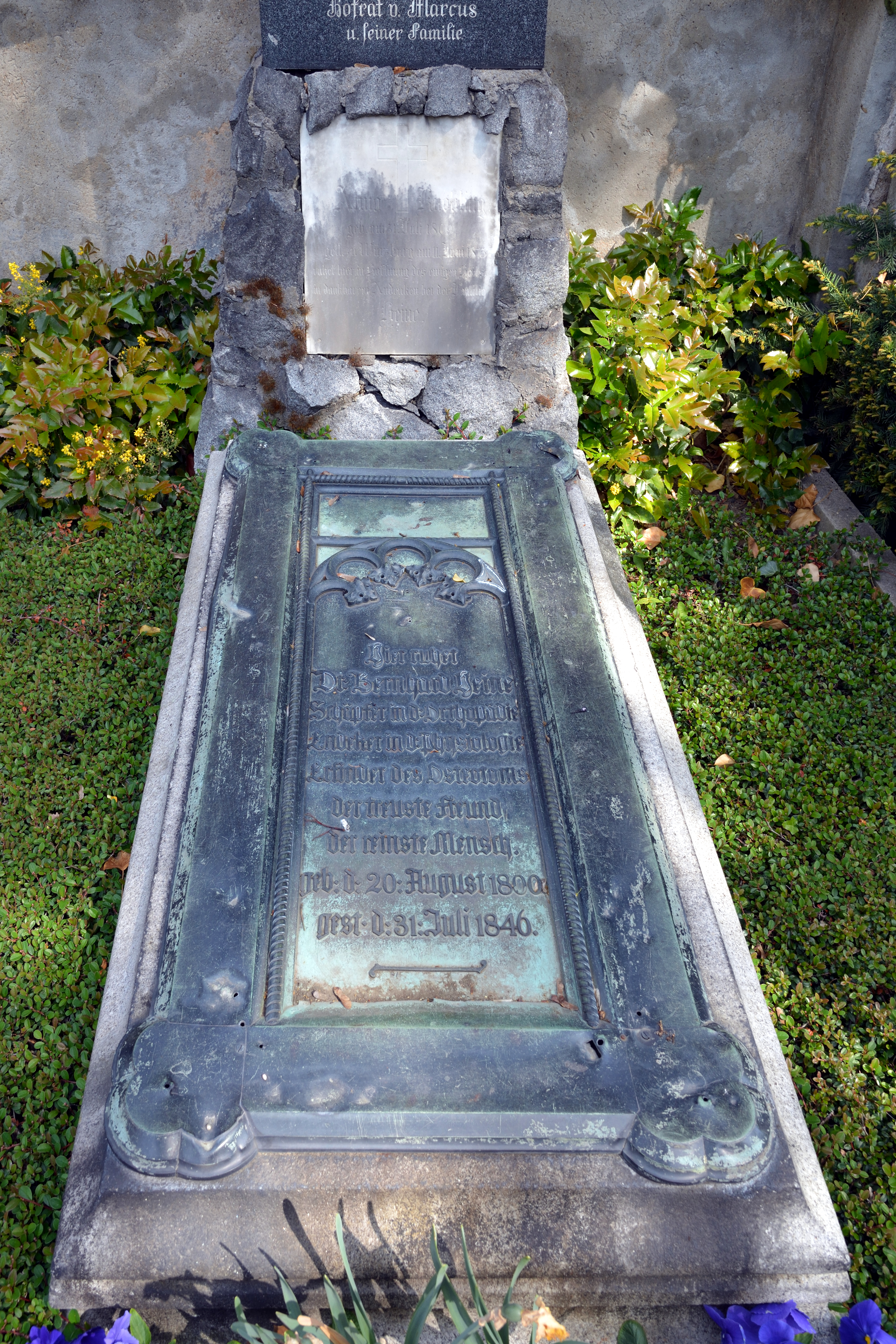
Grab auf dem Hauptfriedhof Würzburg

1830 übergab Bernard Heine der Fachwelt ein medizinisches Instrument, das er unter anfänglicher Mitwirkung seines Vetters Joseph Heine nach 1824 begonnenen Forschungen entwickelt hatte. Es war eine damals neuartige Knochensäge mit einem durch Handkurbel bewegten kettenförmigem Messerblatt zum möglichst erschütterungsfreien Durchtrennen, die er Osteotom nannte und mit dessen Hilfe die operative Technik revolutioniert wurde. In der Fachwelt war man jedoch schon 1870 von der Verwendung von Heines Osteotom abgekommen.
Bereits 1836 erschien eine Dissertation über Das Osteotom und seine Anwendung und Heine reiste durch Deutschland, Frankreich und Russland, um es der Ärzteschaft vorzustellen. Ein Angebot des russischen Zaren Nikolaus, orthopädischer Leiter der kaiserlichen Erziehungsanstalt in Kronstadt zu werden, lehnte Heine ab und kehrte nach Würzburg zurück. Die bereits 1836 von der Universität erteilte Ehrendoktorwürde wurde zwei Jahre später zur Ehrenprofessur für den Mediziner ohne Abschlussexamen.
1844 wurde er in Würzburg zum außerordentlichen Professor für Experimentalphysiologie ernannt.
Zahlreiche weitere Ehrungen in deutschen und europäischen Ländern schlossen sich an. Für seine Entwicklung des Osteotoms sowie 1838 erneut für die gleichzeitig gefundenen Erkenntnisse zur Knochenneubildung nach Verletzungen er von der Pariser Akademie der Wissenschaften den Montyron-Preis.

## Forschungen über Knochenneubildung
Bernhard Heine gelangte in Tierexperimenten zu noch heute gültigen Erkenntnissen über den Knochenaufbau und die Knochenregeneration (Neubildung von Knochen nach Verletzungen). Heine bewies, dass die Knochenhaut, das Periost, bei der Knochenneubildung eine wesentliche Rolle spielt und deshalb bei der Operation zu schonen ist. Sein früher Tod hat verhindert, dass er seine erstmals 1836 (Über die Wiedererzeugung neuer Knochenmasse und Bildung neuer Knochen) veröffentlichten Forschungsergebnisse in einem wissenschaftlichen Gesamtwerk veröffentlichen konnte. Mit seinen Forschungsarbeiten und Tierversuchen gehört Bernhard Heine, dessen experimentalchirurgische Forschungen etwa von dem Anatomen Heinrich Müller mit der Abhandlung Über die Wiedererzeugung neuer Knochenmassen und Bildung neuer Knochen 1856 aufgegriffen wurde, zu den Pionieren des systematischen Experiments in den Naturwissenschaften.
Er lehrte seit 1844 als außerordentlicher Professor an der Würzburger Universität Experimentalphysiologie, wurde aber durch eine fortschreitende Lungentuberkulose schon bald dienstunfähig und starb bei einem Erholungsurlaub in der Schweiz.
Erst achtzig Jahre nach seinem Tod (1926) wurden die Forschungsergebnisse wiederentdeckt und veröffentlicht.

## Familie
Bernhard Heine heiratete 1837 seine Cousine Anna Heine (1801–1884), eine Tochter von Johann Georg Heine. Das Paar hatte einen Sohn und eine Tochter, darunter:
- Anna (* 17. April 1842) ⚭ Freiherr August von König (* 24. August 1831; † 9. Februar 1906), württembergischer Staatsrat[14]